# Els Maia
Els Maia (nom amb què s'ha traduït en català l'original portuguès Os Maias) és una novel·la de l'escriptor Eça de Queiroz. Fou publicada a Porto l'any 1888 i és considerada l'obra màxima d'aquest autor.

## Resum

### Capítol primer
En un primer moment, narra els treballs de renovació que es fan al casalici inhabitat de la família Maia a Lisboa (conegut com o Ramalhete), perquè Alfonso de Maia i el seu net, Carlos, venen a instal·lar-s'hi a la tardor de 1875.
Posteriorment, el narrador ens explica la vida d'Alfonso, el qual fou considerat per son pare, Caetano de Maia, com un jacobí durant l'etapa de jovenesa, fins al punt que Alfonso és desterrat a l'heretat familiar de Santa Olávia. Uns quants mesos més tard, però, Alfonso, penedit, torna a casa dels pares per demanar la benedicció paterna i se'n va cap a Anglaterra.
En morir el pare torna a Lisboa, on coneix Maria Eduarda Runa, filla d'un comte, amb qui s'amullera i té un fill, Pedro. Es mostra crític amb la situació política del país i això provoca una inspecció de la policia a la casa de Benfica i pocs dies més tard marxa cap a l'exili a Anglaterra. La dona, però, no s'hi sent gens a gust i com que no vol que el fill s'eduqui en un col·legi anglès, posa com a mestre de l'infant un capellà catòlic, vingut des de Lisboa, que li ensenya el catecisme i llatí. A més, la mare esdevé sobreprotectora fins al punt que el fill té por del vent i dels arbres.
La salut de la senyora minva i ella s'enyora, lluny de Lisboa, però Alfonso no hi vol tornar i s'instal·len a Roma. Ara bé, la insistència de la dona fa que tornin a Benfica, on mor envoltada de religiosos que s'aprofiten de la família. Mentrimentres, Pedro es fa gran sense mostrar grans passions i acostuma a caure en crisis malenconioses. A més, fa molts mesos de dol per la mort de la mare i, rere un breu període en què comença a freqüentar bordells, de seguida torna a les crisis habituals, però ara, a més, acompanyades d'un sentiment devot.
Finalment, la vida de Pedro canvia quan arriba a Lisboa la família Monforte, composta pel pare, Manel, un negrer provinent dels Açores que havia fet fortuna, i per la filla, Maria, rossa i d'una gran bellesa. Pedro se n'enamora i un dia li demana al pare permís per casar-s'hi. Alfonso s'hi nega, però Pedro es casa amb Maria i els novençans se'n van cap a Itàlia.

### Capítol segon
Els nuvis van de lluna de mel a Itàlia, però Maria, avorrida de la Itàlia clàssica, decideix d'anar a París. Ara bé, el clima polític de la capital francesa i la gravidesa posterior de Maria fan que Pedro vulgui tornar a Lisboa. Maria l'obliga, però, a escriure una carta de reconciliació a Alfonso. Tot i això, aquest se n'anirà a Santa Olávia i, quan Pedro arriba a Benfica, no el troba.
Després d'haver infantat una filla, el matrimoni s'instal·la a la casa d'Arroios en una existència de luxe i festa que desplau Pedro. Maria es mostra rancuniosa amb Alfonso, però després de donar a llum un nen, que anomena Carlos Eduardo a causa de la fascinació que li produeix una novel·la sobre Carles Eduard Stuart, accepta les raons de Pedro sobre una reconciliació amb el sogre.

## Traduccions al català
- Traducció catalana Manuel Lobo, Madrid, Funambulista, 2008.